# Bundesautobahn 999
Die Bundesautobahn 999 (Abkürzung: BAB 999) – Kurzform: Autobahn 999 (Abkürzung: A 999) – war ursprünglich als Autobahnring um München geplant. Die Planung wurde jedoch aufgegeben, stattdessen wurde der Autobahnring der A 99 verwirklicht.

## Geschichte
Im Stadtentwicklungsplan von 1963 war ein Autobahnring um München vorgesehen. Dieser wird im Text zwar lediglich als äußerer Fernstraßenring bezeichnet, auf der beigefügten Karte ist er jedoch als Autobahnring eingezeichnet.
Der geplante Autobahnring war deutlich enger geplant als die später verwirklichte Bundesautobahn 99 und sollte überwiegend auf Münchner Stadtgebiet verlaufen. Nur im Süden sollte der Ring außerhalb der Stadtgrenzen liegen, der dortige Verlauf ist daher in dem Stadtentwicklungsplan nicht festgelegt.
Nach dem Stadtentwicklungsplan sollte der Ring auf Münchner Stadtgebiet den folgenden Verlauf haben: von der BAB Salzburg (heute A 8) aus um die geplante Entlastungssiedlung Perlach herum, entlang der Friedenspromenade, westlich am Flughafen München-Riem vorbei und im Bogen um Johanneskirchen herum über die Leinthalerbrücke bis zur BAB Nürnberg (heute A 9), von dort aus etwas nördlich versetzt über Heidemannstraße und Rathenaustraße nördlich am Fasaneriesee vorbei zu einem bereits vor dem Zweiten Weltkrieg begonnenen Teilstück eines geplanten Autobahnrings in Allach und Langwied (München), am bereits bestehenden Langwieder Kleeblatt Kreuzung mit der BAB Stuttgart (heute A 8), weiter an Aubing und der geplanten Entlastungssiedlung Freiham entlang zur Stadtgrenze. Außerhalb der Stadt sollte der Verlauf im Bogen nahe der Stadtgrenze zurück zur BAB Salzburg (heute A 8) führen.